# عفراء
عفراء إحدى مراكز محافظة بلقرن. تقع في شرق المحافظة على مسافة 15 كيلاً، ويقطنها 6792 نسمة.